# Camera dei rappresentanti (Thailandia)
La Camera dei rappresentanti (in thailandese สภาผู้แทนราษฎร, Sapha Phu Thaen Ratsadon) costituisce la camera bassa dell'Assemblea nazionale del Regno di Thailandia.

## Storia
L'organo fu istituito nel 1932 dopo l'adozione della prima costituzione della Thailandia, che trasformò la nazione da monarchia assoluta a monarchia costituzionale, dotandola di un proprio parlamento sede del potere legislativo.
Durante crisi politica del 2013 la camera è stata sciolta dal primo ministro Yingluck Shinawatra, che indisse le elezioni per il 2 febbraio 2014, poi annullate dalla Corte costituzionale. Dopo il colpo di stato del 2014, il parlamento è stato sostituito integralmente dall'Assemblea legislativa nazionale, unicamerale appoggiata dai militari, secondo la costituzione del 2014. 

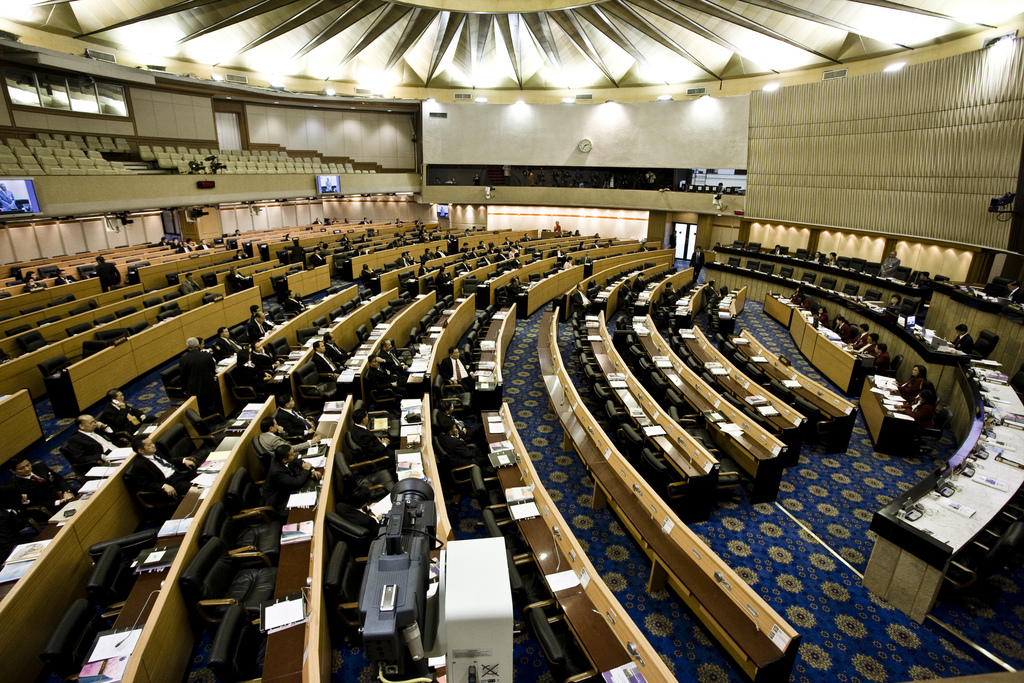
Ex-aula di riunione della Camera dei Rappresentanti, nel 2009

Dopo la promulgazione della costituzione del 2017, nell'aprile dello stesso anno l'Assemblea nazionale è stata restaurata insieme a questa camera, ma la nuova costituzione ha consentito all'Assemblea legislativa nazionale militare di rimanere attiva fino alla formazione pratica del parlamento (avvenuta nel 2019).